# State Collapse (album)
State Collapse – studyjny album zespołu Puissance, który wyszedł w 2003 roku.

## Lista utworów
1. "Trace Elements" - 5:45
2. "Raining Vengeance" - 6:14
3. "State Collapse" - 5:26
4. "No Enemy" - 5:33
5. "Bringer Fo Closure" - 4:55
6. "Self Degradation" - 5:01
7. "Resorting to War" - 6:26
8. "Chemical" - 4:34